# Vadim Lysenko
Vadim Lysenko (28 gennaio 1933) è un regista sovietico.

## Filmografia parziale

### Regista
- Poslednij god Berkuta (1977)
- Otrjad osobogo naznačenija (1978)